# Dickinsonita-(KMnNa)
La dickinsonita-(KMnNa) és un mineral de la classe dels fosfats, que pertany al grup de l'arrojadita. Rep el nom del reverend John William Dickinson (1835-1899) de Redding, Connecticut, EUA, qui va recollir minerals de la zona.

## Característiques
La dickinsonita-(KMnNa) és un fosfat de fórmula química {KNa}{Mn2+◻}{Ca}{Na₃}{Mn132+}{Al}(PO₄)₁₂(OH)₂. Va ser aprovada com a espècie vàlida per l'Associació Mineralògica Internacional l'any 2005. Cristal·litza en el sistema monoclínic. La seva duresa a l'escala de Mohs es troba entre 3,5 i 4.
Segons la classificació de Nickel-Strunz, la dickinsonita-(KMnNa) pertany a «08.BF: Fosfats, etc. amb anions addicionals, sense H₂O, amb cations de mida mitjana i gran, (OH, etc.):RO₄ < 0,5:1» juntament amb els següents minerals: arrojadita-(KFe), arrojadita-(BaFe), arrojadita-(SrFe), arrojadita-(KNa), arrojadita-(PbFe), fluorarrojadita-(BaFe), arrojadita-(NaFe), arrojadita-(BaNa), fluorarrojadita-(KNa), fluorarrojadita-(NaFe), samuelsonita, grifita i nabiasita.

## Formació i jaciments
Va ser descoberta a la pedrera Fillow, situada a la localitat de Branchville, a Redding (Connecticut, Estats Units). També ha estat descrita en altres indrets de l'estat de Connecticut, així com als estats nord-americans d'Arizona, Maine, Nou Hampshire, Carolina del Nord i Dakota del Sud. Fora dels Estats Units també ha estat trobada a l'Argentina, el Canadà, la República Txeca, Polònia, Namíbia i Austràlia.